# Kasteel Saint-Bauzille
Het  Kasteel Saint-Bauzille (Frans: Château Saint-Bauzille) is een kasteel op een wijndomein in de Franse gemeente Béziers, aan de Route de Bessan. Het kasteel met zijn bijgebouwen en park is een beschermd historisch monument sinds 2007.
Het kasteel is gebouwd in de 19e eeuw. Vanaf de jaren 1980 werd het verwaarloosde domein gerestaureerd.